# مسجد جامع خویدک
مسجد جامع خویدک مربوط به سده‌های اولیه دوران‌های تاریخی پس از اسلام است و در شهرستان یزد، بخش مرکزی، روستای خویدک واقع شده و این اثر در تاریخ ۱۲ تیر ۱۳۸۴ با شمارهٔ ثبت ۱۲۰۵۸ به‌عنوان یکی از آثار ملی ایران به ثبت رسیده است.
مسجد جامع خویدک مسجدی است از خشت و گل، متعلق به قرون اولیه اسلامی که در شمال روستای خویدک در کنار قلعه و آسیاب آبی تاریخی این روستا واقع شده‌است. مسجد جامع خویدک بر روی رگه‌ای از جنس کنگلومرا ساخته شده و دارای دو ایوان در ضلع شمال و جنوب شبستان در ضلع باختر است.
در نزدیکی مسجد جامع مسجد پنجه علی قراردارد. برای نگهداری بدن میت تا اعزام یک کاروان به کربلا، بدن او را خاک نمی‌کردند بلکه بدن او را در یک مکان قبر مانند که این مکان در کنار مسجد پنجه علی و چسبیده به مسجد است، قرار می‌دادند و این مکان مانند یک سردخانه بود با این تفاوت که میت را کفن می‌کردند و بعد از قرار دادن میت به داخل این مکان در ان را با گل می‌بستند و منتظر حرکت کاروان می‌ماندند و این مکان قبر مانند مانند قبرهای دیگر طوری ساخته شده بود که پهلو میت به سمت قبله بوده‌است.